# Cryptocephalus stragula
Cryptocephalus stragula is een keversoort uit de familie bladkevers (Chrysomelidae). De wetenschappelijke naam van de soort werd in 1794 gepubliceerd door Pietro Rossi.